# Marty Passaglia
Martin Harold Passaglia, detto Marty (Gate, 22 aprile 1919 – Capay, 17 luglio 2004), è stato un cestista e allenatore di pallacanestro statunitense, professionista nella BAA.